# Königserhebung
Zur Königserhebung im karolingischen Reich und später im Heiligen Römischen Reich gehören eine Wahlversammlung (seit 1024), die Stimmabgabe oder Kur und die Huldigung, im Falle der Auswahl durch den Vorgänger die Designation, die Thronsetzung, die Entgegennahme der Reichsinsignien, die Salbung, die Krönung, die Akklamation und der Königsumritt.
Nicht als rechtsförmlicher Akt, aber politisch wichtig ist die Einladung. Sie kann entweder von den Wählern an den zu wählenden König ergehen, wie es 839 in Aquitanien mit Pippin II. geschah, oder durch Einladung der Wähler zu einer Wahlversammlung wie 1024 bei der Wahl Konrads II. und 1125 bei der Wahl Lothars von Supplinburg.